# Nina Lefflerová
Nina Lefflerová (* 14. ledna 1925) byla slovenská a československá politička Komunistické strany Slovenska a poslankyně Sněmovny národů Federálního shromáždění za normalizace.

## Biografie
K roku 1971 a 1976 se profesně uvádí jako ředitelka SVŠ (střední školy). Od roku 1958 byla ředitelkou základní zároveň střední školy se slovenským vyučovacím jazykem v Šamoríně. Jako ředitelka gymnázia se uvádí ještě k roku 1986.
Ve volbách roku 1971 zasedla do slovenské části Sněmovny národů (volební obvod č. 84 - Šamorín, Západoslovenský kraj). Mandát obhájila ve volbách roku 1976 (obvod Šamorín), volbách roku 1981 (obvod Dunajská Streda) a volbách roku 1986 (obvod Dunajská Streda). Ve FS setrvala do ledna 1990, kdy rezignovala v rámci procesu kooptace do Federálního shromáždění po sametové revoluci.